# ASP World Tour 2008
Cet article présente la saison 2008 du championnat du monde de surf.

## Palmarès détaillé 2008

### 2008 Hommes

#### Calendrier
| Date                      | Lieu                                | Pays                | Compétition                   | Vainqueur     |
| ------------------------- | ----------------------------------- | ------------------- | ----------------------------- | ------------- |
| 23 février-5 mars         | Gold Coast, Queensland              | Australie           | Quiksilver Pro                | Kelly Slater  |
| 18 mars-29 mars           | Bells Beach, Victoria               | Australie           | Rip Curl Pro Surf             | Kelly Slater  |
| 8 mai-18 mai              | Teahupoo, Tahiti                    | Polynésie française | Billabong Pro Teahupoo        | Bruno Santos  |
| 24 mai-6 juin             | Tavarua                             | Fidji               | Globe WCT Fiji                | Kelly Slater  |
| 10 juillet-20 juillet     | Jeffreys Bay                        | Afrique du Sud      | Billabong Pro Jeffreys        | Kelly Slater  |
| 30 juillet-10 août        | Bali                                | Indonésie           | Rip Curl Pro Search           | Bruce Irons   |
| 7 septembre-13 septembre  | Trestles, Californie                | États-Unis          | Boost Mobile Pro of Surf      | Kelly Slater  |
| 19 septembre-28 septembre | Côte du Sud-Ouest                   | France              | Quiksilver Pro France         | Adrian Buchan |
| 29 septembre-12 octobre   | Mundaka, Communauté autonome basque | Espagne             | Billabong Pro                 | C.J. Hobgood  |
| 28 octobre-5 novembre     | Florianópolis, Santa Catarina       | Brésil              | Hang Loose Santa Catarina Pro | Bede Durbidge |
| 8 décembre-20 décembre    | Banzai Pipeline, Oahu               | États-Unis          | Billabong Pipeline Masters    | Kelly Slater  |

- Note : Le Billabong Pro Teahupoo a vu s'affronter en finale 2 wilcards le Brésilien Bruno Santos et le Tahitien Manoa Drollet. De plus cela faisait 5 ans qu'un brésilien n'avait pas gagné.

#### Classement final
Seuls les 8 meilleurs résultats sont pris en compte (résultats non pris en compte)
| Rang | Nom                 | Pays           | Points | 1   | 2   | 3   | 4   | 5   | 6   | 7   | 8   | 9   | 10  | 11  | Remarques                           |
| 1    | Kelly Slater        | États-Unis     | 8832   | 1   | 1   | 17  | 1   | 1   | 17  | 1   | 2   | 9   | -   | 1   |                                     |
| 2    | Bede Durbidge       | Australie      | 6780   | 3   | 9   | 17  | 5   | 5   | 9   | 3   | 17  | 5   | 1   | 9   |                                     |
| 3    | Taj Burrow          | Australie      | 6324   | 9   | 13  | 17  | 3   | 3   | 5   | 2   | 9   | 5   | 9   | 17  |                                     |
| 4    | Joël Parkinson      | Australie      | 6180   | 5   | 5   | 3   | 5   | 3   | 9   | 9   | 33  | 2   | -   | 9   |                                     |
| 5    | C.J. Hobgood        | États-Unis     | 5860   | 17  | 17  | 3   | 2   | 5   | 17  | 17  | 9   | 1   | 9   | 17  |                                     |
| 6    | Adrian Buchan       | Australie      | 5836   | 5   | 17  | 5   | 9   | 17  | 17  | 33  | 1   | 3   | 33  | 3   |                                     |
| 7    | Adriano de Souza    | Brésil         | 5748   | 9   | 9   | 5   | 3   | 5   | 17  | 9   | 3   | 5   | Inj | 9   |                                     |
| 8    | Mick Fanning        | Australie      | 5495   | 2   | 5   | 33  | 5   | 2   | 9   | 5   | 33  | Inj | Inj | 17  |                                     |
| 9    | Bobby Martinez      | États-Unis     | 5282   | 17  | 3   | 17  | 5   | 9   | 9   | 5   | 5   | 9   | Inj | 17  |                                     |
| 10   | Jérémy Florès       | France         | 5214   | 3   | 9   | 33  | 17  | 9   | 17  | 3   | 17  | 17  | 2   | 17  |                                     |
| 11   | Luke Stedman        | Australie      | 5018   | 17  | 9   | 9   | 9   | 17  | 17  | 9   | 9   | 3   | 33  | 5   |                                     |
| 12   | Frederick Patacchia | États-Unis     | 4938   | Inj | 17  | 33  | 9   | 9   | 2   | 33  | 17  | 9   | 3   | 17  |                                     |
| 13   | Andy Irons          | États-Unis     | 4895   | 5   | 5   | 5   | 17  | 5   | 9   | 33  | -   | -   | Inj | 5   |                                     |
| 14   | Chris Ward          | États-Unis     | 4748   | -   | 33  | 9   | 9   | 17  | 3   | 17  | 17  | 33  | 17  | 2   |                                     |
| 15   | Kai Otton           | Australie      | 4552   | 9   | 9   | 9   | 33  | 9   | 5   | 9   | 17  | 17  | 17  | 17  |                                     |
| 16   | Tim Reyes           | États-Unis     | 4506   | 9   | 17  | 9   | 9   | 33  | 17  | 17  | 33  | 17  | 9   | 3   |                                     |
| 17   | Tom Whitaker        | Australie      | 4362   | 17  | 17  | 9   | 33  | 9   | 17  | 33  | 17  | 5   | 9   | 9   |                                     |
| 17   | Kieren Perrow       | Australie      | 4362   | 17  | 17  | 33  | 17  | 17  | 5   | 9   | 9   | 9   | 33  | 9   |                                     |
| 19   | Dayyan Neve         | Australie      | 4230   | 17  | 9   | 17  | 9   | 17  | 9   | 33  | 9   | 33  | 9   | 33  |                                     |
| 20   | Bruce Irons         | États-Unis     | 4217   | 17  | 33  | 5   | 33  | 9   | 1   | 17  | 33  | -   | -   | 17  |                                     |
| 21   | Mikael Picon        | France         | 4131   | 17  | 33  | 9   | 17  | 33  | 9   | 17  | 33  | 9   | 3   | 33  |                                     |
| 22   | Dane Reynolds       | États-Unis     | 4066   | 17  | 5   | 9   | Inj | 33  | 33  | 5   | 5   | 17  | Inj | 33  | Rookie of the Year                  |
| 23   | Taylor Knox         | États-Unis     | 4040   | 9   | 17  | 17  | 33  | 17  | 33  | 9   | 9   | 9   | 17  | 17  |                                     |
| 24   | Damien Hobgood      | États-Unis     | 3946   | 33  | 9   | Inj | 9   | 33  | 17  | 33  | 3   | 33  | 9   | 17  |                                     |
| 25   | Hector Alves        | Brésil         | 3924   | 17  | 33  | 17  | 17  | 17  | 33  | 5   | 17  | 17  | 5   | 33  |                                     |
| 26   | Jordy Smith         | Afrique du Sud | 3850   | 9   | 33  | 17  | 17  | 9   | 33  | 9   | 17  | 17  | 17  | Inj |                                     |
| 27   | Ben Dunn            | Australie      | 3797   | 9   | 17  | 33  | 17  | 33  | 5   | 33  | 9   | 17  | 17  | 33  |                                     |
| 28   | Roy Powers          | États-Unis     | 3660   | 17  | 9   | 33  | 17  | 9   | 17  | 17  | 17  | 17  | 17  | 33  | 1er Remplaçant 2009                 |
| 29   | Dean Morrison       | Australie      | 3612   | 5   | 33  | 9   | 33  | 17  | 9   | 17  | Inj | Inj | Inj | 17  | Repêché ASP                         |
| 30   | Mick Campbell       | Australie      | 3607   | 33  | 33  | 17  | 17  | 17  | 17  | 33  | 5   | 9   | 17  | 33  | 3e Remplaçant 2009                  |
| 31   | Tiago Pires         | Portugal       | 3566   | 33  | 33  | 17  | 17  | 33  | 3   | 33  | 17  | 9   | 17  | Inj | Repêché 13e WQS                     |
| 32   | Jay Thomson         | Australie      | 3100   | 17  | 17  | 17  | 17  | 17  | 33  | 9   | 33  | 33  | 33  | 33  | Retrogradé en WQS                   |
| 32   | Ben Bourgeois       | États-Unis     | 3100   | 17  | 33  | 17  | 33  | 17  | 17  | 17  | 33  | 33  | 9   | Inj | Retrogradé en WQS                   |
| 34   | Daniel Wills        | Australie      | 3095   | 33  | 17  | 17  | 33  | 17  | 17  | Inj | 17  | 17  | Inj | 17  | Retrogradé en WQS                   |
| 35   | Leonardo Neves      | Brésil         | 3052   | 9   | 33  | 33  | 33  | 17  | 33  | -   | 33  | 17  | 5   | 33  | Retrogradé en WQS                   |
| 36   | Rodrigo Dornelles   | Brésil         | 2915   | 33  | 17  | 33  | 17  | 33  | 17  | 17  | 9   | 33  | 33  | 33  | Retrogradé en WQS                   |
| 37   | Royden Bryson       | Afrique du Sud | 2910   | 33  | 33  | 17  | 17  | 17  | 17  | 17  | 33  | 17  | 33  | 33  | Retrogradé en WQS                   |
| 38   | Daniel Ross         | Australie      | 2862   | 33  | 17  | 33  | 33  | 33  | 33  | 17  | 33  | 17  | 5   | 33  | Retrogradé en WQS                   |
| 39   | Pancho Sullivan     | États-Unis     | 2730   | 33  | 17  | 17  | 9   | -   | 33  | 33  | 17  | 33  | -   | 33  | Retrogradé en WQS                   |
| 39   | Aritz Aranburu      | Espagne        | 2730   | Inj | Inj | 33  | 17  | Inj | Inj | 33  | 33  | 17  | 17  | 9   | Repêché ASP                         |
| 41   | Travis Logie        | Afrique du Sud | 2725   | 33  | 33  | 33  | 17  | 17  | 33  | 17  | 17  | 33  | 17  | -   | Retrogradé en WQS                   |
| 41   | Luke Munro          | Australie      | 2725   | 17  | 17  | 17  | Inj | 17  | 33  | 17  | 33  | 33  | -   | 33  | Retrogradé en WQS                   |
| 43   | Neco Padaratz       | Brésil         | 2545   | 17  | 9   | 33  | 33  | 33  | 17  | Inj | Inj | Inj | Inj | Inj | Retrogradé en WQS                   |
| 44   | Jihad Khodr         | Brésil         | 2540   | 33  | 17  | 33  | 33  | 33  | 33  | 33  | 17  | 17  | 17  | 33  | Repêché 5e WQS                      |
| 45   | Ricky Basnett       | Afrique du Sud | 1800   | 33  | 33  | 33  | 33  | 33  | 33  | 33  | 33  | 33  | 33  | 33  | Retrogradé en WQS                   |
| 46   | Nic Muscroft        | Australie      | 1535   | 33  | 33  | 33  | -   | 33  | -   | -   | 33  | 17  | -   | -   | Repêché 8e WQS Était remplaçant WCT |

- Pour la qualification pour le WCT 2009 Les 27 premiers sont qualifiés.
- La WQS qualifie les 15 premiers non déjà requalifiés en WCT.
- Sont également repêchés par l'ASP: Dean Morrison 29e WCT, Aritz Aranburu 39e WCT (longtemps blessé) et Marlon Lipke 16e WQS.
- Le WQS requalifie Jihad Khodr 5e, Nic Muscroft 8e et Tiago Pires 13e

À ces 33 surfeurs s'ajoutent les 12 nouveaux venus du WQS : (classement entre parenthèses) Nathaniel Curran  États-Unis (1), Chris Davidson  Australie (2), Michel Bourez  France (3), Gabe Kling  États-Unis (4), David Weare  Afrique du Sud (6), Josh Kerr  Australie (7), Kekoa Balcasco  États-Unis (9), Greg Emslie  Afrique du Sud (10), Tim Boal  France (11), Dustin Barca  États-Unis (12), Phillip MacDonald  Australie(14) et Drew Courtney  Australie(14)
- L'ASP a aussi choisi 4 remplaçants : Roy Powers  États-Unis (28e WCT), Patrick Gudauskas  États-Unis (17e WQS), Michael Campbell  Australie (30e WCT) et Yadin Nicol  Australie (18e WQS)
- Début février 2009 Andy Irons a décidé de prendre une année sabbatique et son frère Bruce Irons sa retraite sportive.

De ce fait l'ASP a repêché Roy Powers et Mick Campbell pour le TOP45. L'ASP a nommé Jay Thomson premier remplaçant et Ben Bourgeois troisième remplaçant.

### 2008 Femmes

#### Calendrier
| Date                      | Lieu                                             | Pays       | Compétition               | Vainqueur         |
| ------------------------- | ------------------------------------------------ | ---------- | ------------------------- | ----------------- |
| 23 février-6 mars         | Gold Coast, Queensland                           | Australie  | Roxy Pro                  | Sofía Mulánovich  |
| 19 mars-24 mars           | Bells Beach, Victoria                            | Australie  | Rip Curl Pro              | Stéphanie Gilmore |
| 28 août-1er septembre     | Hossegor/Seignosse                               | France     | Rip Curl Pro Mademoiselle | Stéphanie Gilmore |
| 10 septembre-18 septembre | Macumba, Rio de Janeiro, RJ                      | Brésil     | Billabong Girls Pro Rio   | Melanie Bartels   |
| 7 octobre-12 octobre      | Northern Beaches, Sydney, Nouvelle-Galles du Sud | Australie  | Beachley Classic          | Tyler Wright      |
| 27 octobre-3 novembre     | Lobitos, Mancora, Piura                          | Pérou      | Mancora Peru Classic      | Stéphanie Gilmore |
| 24 novembre-6 décembre    | Sunset Beach, Oahu, Hawaï                        | États-Unis | Roxy Pro                  | Stéphanie Gilmore |
| 8 décembre-20 décembre    | Honolua Bay, Maui, Hawaï                         | États-Unis | Billabong Pro             | Stéphanie Gilmore |

#### Classement final
| Rank | Name                | Country        | Points | Remarques                              |
| ---- | ------------------- | -------------- | ------ | -------------------------------------- |
| 1    | Stéphanie Gilmore   | Australie      | 7188   | 10e WQS                                |
| 2    | Silvana Lima        | Brésil         | 5534   | 4e WQS                                 |
| 3    | Sofía Mulánovich    | Pérou          | 5323   |                                        |
| 4    | Layne Beachley      | Australie      | 5210   |                                        |
| 5    | Amee Donohoe        | Australie      | 4051   |                                        |
| 6    | Samantha Cornish    | Australie      | 3972   |                                        |
| 7    | Melanie Bartels     | États-Unis     | 3876   |                                        |
| 8    | Rebecca Woods       | Australie      | 3602   | 2e WQS                                 |
| 9    | Jessi Miley-Dyer    | Australie      | 3564   | 5e WQS                                 |
| 10   | Jacqueline Silva    | Brésil         | 3398   | 8e WQS                                 |
| 11   | Megan Abubo         | États-Unis     | 2988   | 1re remplaçante 2009                   |
| 12   | Rosanne Hodge       | Afrique du Sud | 2784   | Repêchée 3e WQS                        |
| 13   | Nicola Atherton     | Australie      | 2670   | Rookie of the year 3e remplaçante 2009 |
| 14   | Julia de la Rosa    | Pérou          | 2654   | Rétrogradée en WQS                     |
| 15   | Karina Petroni      | États-Unis     | 2604   | Rétrogradée en WQS                     |
| 16   | Melanie Redman-Carr | Australie      | 2232   | Rétrogradée en WQS                     |
| 17   | Serena Brooke       | Australie      | 2094   | Rétrogradée en WQS                     |
| 18   | Claire Bevilacqua   | Australie      | 1272   | remplaçante 2008 Rétrogradée en WQS    |

- Pour la qualification au WCT 2009 les 10 premières sont qualifièes.
- Le WQS ne qualifie que les 6 premières non requalifièes pour le WCT 2009 est ainsi repechée : Rosanne Hodge 3e
- À ces 11 surfeuses s'ajoutent 5 nouvelles venues du WQS : Sally Fitzgibbons  Australie (1re), Bruna Schmitz  Brésil (6e), Paige Hareb  Nouvelle-Zélande (7e), Alana Blanchard  États-Unis (9e) et Coco Ho  États-Unis (11e).
- l'ASP a requalifié Chelsea Hedges qui avait renoncé à sa qualification 2008 pour maternité.
- L'ASP a nommé les 3 remplaçantes : Megan Abubo  États-Unis 11e WCT, Laurina McGrath  Australie (12e) WQS et Nicola Atherton  Australie 13e WCT.
- Malgré ses différentes annonces Layne Beachley a décidé de continuer la compétition.

## Récompenses de l'année
Liste des récipiendaires des Awards 2008 :
- 2008 ASP World Champion: Kelly Slater  États-Unis
- 2008 ASP Women’s World Championne: Stephanie Gilmore  Australie
- 2008 ASP World Tour Vice-champion: Bede Durbidge  Australie
- 2008 ASP Women’s World Tour Vice-championne: Silvana Lima  Brésil
- 2008 ASP World Tour Rookie of the Year: Dane Reynolds  États-Unis
- 2008 ASP Women’s World Tour Rookie of the Year: Nicola Atherton  Australie
- 2008 ASP World Tour ‘Most Improved’: Adrian Buchan  Australie et Adriano de Souza  Brésil
- 2008 ASP Women’s World Tour ‘Most Improved’: Melanie Bartels  États-Unis
- 2008 ASP World Longboard Champion: Bonga Perkins  États-Unis
- 2008 ASP Women’s World Longboard Championne: Joy Monahan  États-Unis
- 2008 ASP World Junior Champion: Kai Barger  États-Unis
- 2008 ASP Women’s World Junior Championne: Pauline Ado  France
- 2008 ASP WQS No. 1: Nathaniel Curran  États-Unis
- 2008 ASP WQS Women’s No. 1: Sally Fitzgibbons  Australie
- Peter Whittaker Award: Taylor Knox  États-Unis
- ASP Service to the Sport: Alexander Fontes  Brésil

## Statistiques de l'année

### Victoires par nation
Total 2008
| Pays             | Hommes WCT | Femmes WCT | Hommes WQS | Femmes WQS | WLT | Total |
| ---------------- | ---------- | ---------- | ---------- | ---------- | --- | ----- |
| Australie        | 2          | 6          | 11         | 4          | 1   | 24    |
| États-Unis*      | 8          | 1          | 15         | 1          | 1   | 17    |
| Brésil           | 1          |            | 10         | 5          |     | 16    |
| France           |            |            | 3          |            |     | 3     |
| Afrique du Sud   |            |            | 2          |            |     | 2     |
| Espagne          |            |            | 2          |            |     | 2     |
| Japon            |            |            | 2          |            |     | 2     |
| Pérou            |            | 1          |            |            |     | 1     |
| Nouvelle-Zélande |            |            |            | 1          |     | 1     |
| Argentine        |            |            |            | 1          |     | 1     |
| Mexique          |            |            | 1          |            |     | 1     |
| Total            | 11         | 8          | 45         | 12         | 2   | 78    |

- * dont  Hawaï : 10 (1 WCT homme, 6 WQS hommes, 1 WCT femmes, 1 WQS femme et 1 WTL)

## ASP Régions
Chaque région ASP a aussi son classement en WQS, junior et longboard.